# Шенлі
Шенлі — велике нафтогазове родовище Китаю. Розташоване в міському окрузі Дун'їн провінції Шаньдун. Відкрито в 1961 році. Освоєння почалося в 1964 році. Початкові запаси нафти 1,5 млрд т.
Нафтогазоносність пов'язана з відкладеннями палеогенового і неогенового періоду.
Оператором родовище є китайська морська нафтова компанія CNOOC. Видобуток нафти на родовищі в 2008 р — склав 27,74 млн т. У 2008 році на ньому було видобуто 770 млн м³ природного газу.